# Ariane (raket)
Denne artikel omhandler Ariane 1 til 4, se også Ariane 5
 For alternative betydninger, se Ariane. (Se også artikler, som begynder med Ariane)
Ariane er navnet på en række løfteraketter, udviklet af ESA. Raketterne opsendes fra Kourou i Fransk Guyana. Ariane 1 opsendtes fra rampe ELA-1 (d'Ensemble de Lancement Ariane) og Ariane 4 opsendtes fra rampe ELA-2. Ariane 2 og 3 opsendtes fra begge ramper. Da Kourou ligger på 5° 14’ fra ækvator får raketterne stor hjælp af Jordens rotation (+500 m/s) i forhold til Cape Canaverals 28° 28’ og Bajkonur-kosmodromens 46° 00’.
Frankrig havde siden 1965 sendt satellitter i kredsløb med deres Diamant-raket. I 1971 opsendte Storbritannien satellitten Prospero med deres Black Arrow-raket. Satellitterne vejede under 100 kg så seks europæiske lande og Australien, der lagde ørken til, gik sammen i ELDO (European Launcher Development Organization) for at udvikle den større løfteraket Europa. Vesttyskland udviklede Astris 3.-trinnet, Frankrig Coralie 2.-trinnet og Storbritannien Blue Streak 1.-trinnet; men hver for sig! Der var ingen tovholder i projektet og alle 11 Europa-raketter havnede i Stillehavet.
I 1972 skulle der være Olympiske Lege i München og Frankrig ønskede at Symphonie-tv-satellitten skulle vise OL i de tidligere franske kolonier. Amerikanerne nægtede at opsende kommercielle satellitter der kunne genere amerikanske indtægter, så Symphonie blev opsendt mod at den kun blev brugt til prøvebilleder. Frankrig kunne ikke leve med at USA skulle bestemme hvad franske satellitter skulle bruges til så CNES blev sat til at udvikle en europæisk løfteraket. Andre europæiske lande deltog som juniorpartnere mens Frankrigs andel udgjorde 63% – Frankrig var tovholder.
Ariane er opkaldt efter Ariadne fra den græske mytologi fordi det er et mundret navn på mange sprog.
| Data          | Ariane 1   | Ariane 2  | Ariane 3 | Ariane 4  |
| ------------- | ---------- | --------- | -------- | --------- |
| startvægt     | 210 t      | 219 t     | 234 t    | 243-480 t |
| masse GTO     | 1,75 t     | 2,20 t    | 2,60 t   | 2,0-4,8 t |
| trykkraft     | 250 t      | 270 t     | 270 t    | 270-540 t |
| højde         | 47,4 m     | 49,0 m    | 49,0 m   | 59,0 m    |
| opsendelser   | 11         | 6         | 11       | 116       |
| succeser      | 9          | 5         | 10       | 113       |
| 1. opsendelse | 24/12-1979 | 30/5-1986 | 4/8-1984 | 16/6-1988 |

## Opbygning
Ariane 1 til 4 var tretrinsraketter beregnet til at opsende kommunikationssatellitter til synkronbanen. Frankrigs Aerospatiale var den overordnede fabrikant og det franske firma Societé Européenne de Propulsion udviklede raketmotorer til alle 3 trin.

### Førstetrin
Ariane 1 & 2
L140 er 18,4 m højt, har en diameter på 3,8 m og vejer 13,2 t. Der er fire Viking 2-raketmotorer der brænder i to minutter (146 sekunder). Tankene indeholder 147,6 t hypergolsk dimethylhydrazin og N2O4. De fire raketdyser kan vrides lidt og Arianeraketten kan således styres om de tre akser. I den nedre del af atmosfæren stabiliserer fire hajfinner á 2 m² flyvningen. Førstetrinnet afkastes i 40 km højde og lander i Atlanterhavet. Oprindeligt skulle førstetrinnet reddes af faldskærme, men saltvandet gjorde genbrug for uøkonomisk. Ariane 2 og 3 anvender Viking 2B-motorer.
Ariane 3
L140 med beslag til to faststofhjælperaketter.
Ariane 4
L210 er 23,6 m højt, har en diameter på 3,8 m og vejer 17,9 t. Der er fire Viking 2B-raketmotorer der brænder i 3½ minutter (205 sekunder). Tankene indeholder 228 t hypergolsk dimethylhydrazin og N2O4. Uden hjælperaketter kan en fuldt tanket Ariane 4 ikke løfte sig, den opsendes derfor uden helt fyldte tanke.

### Andettrin
L33 er 11,6 m højt, har en diameter på 2,6 m og vejer 3,13 t. Det drives af en Viking 4-raketmotor der brænder i godt to minutter (136 sekunder).Tankene indeholder 34,1 t hypergolsk dimethylhydrazin og N2O4. Raketdysen kan vrides 2° og styre raketten om to akser. Rotation styres ved at udlede hjælpeaggregaternes varme gasser. Andettrinnet afkastes i 120 km højde og resterne falder i det Indiske Ocean. Ariane 2-4 anvender Viking 4B-motorer.

### Tredjetrin
Ariane 1
H8 er 9,08 m højt, har en diameter på 2,6 m og vejer 1,2 t. Det drives af en kryogenisk HM7-raketmotor der brænder i 9 minutter (545 sekunder). Tankene indeholder 8,23 t flydende Ilt (90 kelvin) og brint (20 K). Tredjetrinnet styres som andettrinnet. Efter frigørelsen af satellitten bruger trinnet det sidste brændstof til opnå en passiv bane.
Ariane 2, 3 & 4
H10 er 25% højere end H8; 11,53 m og indeholder 10,4 t flydende ilt og brint. H7M-B brænder i 12 minutter (731 sekunder).

### Hjælperaketter
Ariane 3
To PAP-faststofraketter (Propulseurs d'Appoint à Poudre) 8,32 m høje og med en diameter på 1,07 m. De indeholder 7,35 t brændstof i hver og de brænder i 29 sekunder.
Ariane 4
PAP-faststofraketterne er 12,2 m høje og har en diameter på 1,07 m. De indeholder 9,5 t brændstof og de brænder i 29 sekunder.
PAL-hjælperaketterne (Propulseurs d'Appoint à Liquide) med 39 t hypergolsk dimethylhydrazin og N2O4 er 19 m høje og har en diameter på 2,22 m. Viking 5C-motoren brænder i godt to minutter (142 sekunder).

Ariane 4's hjælperaketskonfigurationer
| [ 5 ]    | Ariane 40 | Ariane 42P | Ariane 44P | Ariane 42L | Ariane 44L | Ariane 44LP |
| -------- | --------- | ---------- | ---------- | ---------- | ---------- | ----------- |
| Faststof | -         | 2          | 4          | -          | -          | 2           |
| Flydende | -         | -          | -          | 2          | 4          | 2           |
| GTO      | 2,0 t     | 2,7 t      | 3,1 t      | 3,3 t      | 4,3 t      | 3,8 t       |
| Opsendt  | 7         | 15         | 15         | 13         | 40         | 26          |
| Succeser | 7         | 14         | 15         | 13         | 39         | 25          |
| Tidsrum  | 1990-1999 | 1990-2002  | 1991-2001  | 1993-2002  | 1989-2003  | 1988-2001   |

## Diverse nyttelaster
Typiske nyttelaster er prosaiske kommunikationssatellitter – de atypiske nyttelaster var:
- Ariane 1
  - Giotto 1985 – sonde til Halleys Komet.
  - SPOT-1 (Satellite Pour l'Observation de la Terre) 1986 – jordovervågningssatellit.
- Ariane 4
  - Hipparcos (HIgh Precision PARallax COllecting Satellite) 1989 – astrometrisk satellit.
  - SPOT-2 1990 – jordovervågningssatellit.
  - SPOT-3 1993 – jordovervågningssatellit.
  - ISO (Infrared Space Observatory) 1995 – infrarødt teleskop.
  - SPOT-4 1998 – jordovervågningssatellit.
  - SPOT-5 2002 – jordovervågningssatellit.